# Anguillosyllis pupa
Anguillosyllis pupa is een borstelworm uit de familie van de Syllidae. De wetenschappelijke naam van de soort werd voor het eerst geldig gepubliceerd in 1965 door Hartman als Braniella pup. De borstelworm is 1 millimeter lang en is waargenomen in de zee bij Noorwegen en bij de oostkust van de Verenigde Staten, bij een diepte tussen 100 en 800 meter.